# 水晶河 (运江)
水晶河，位于中国广西壮族自治区北部，是运江（罗秀河）左岸支流，发源于金秀瑶族自治县金秀镇长滩屯西南2千米处，向西流经象州县水晶乡，至运江镇友庆村北汇入运江。干流长74千米，流域面积605平方千米。